# Ruprechtia laurifolia
Ruprechtia laurifolia là một loài thực vật có hoa trong họ Rau răm. Loài này được (Schltdl. & Cham.) C.A. Mey. miêu tả khoa học đầu tiên năm 1840.